# Soorts-Hossegor
Soorts-Hossegor is een gemeente in het Franse departement Landes (regio Nouvelle-Aquitaine). De plaats maakt deel uit van het arrondissement Dax. Soorts-Hossegor telde op 1 januari 2022 3.669 inwoners.
Hossegor is een badplaats, populair bij surfers. Met een golfterrein en honderden villa's uit het interbellum heeft Hossegor een meer elitair imago dan het meer populaire Capbreton, dat ten zuiden van Soorts-Hossegor ligt.

## Geschiedenis
De toeristische ontwikkeling van Soorts begon vanaf 1912 toen er een treinverbinding kwam. Het dorpcentrum van Soorts lag in het binnenland en aan de kust was er enkel een klein gehucht van vissers. Tussen de kust en het meer van Hossegor werden tijdens het interbellum ongeveer 400 villa's gebouwd. Belangrijk hierbij was de zakenman Alfred Eluère (1893-1985), die later ook burgemeester van Soorts-Hossegor werd.

## Geografie
De oppervlakte van Soorts-Hossegor bedroeg op 1 januari 2022 14,51 vierkante kilometer; de bevolkingsdichtheid was toen 252,9 inwoners per km².
Voor de kust ligt de Gouf de Capbreton, een diepzeekloof tot 4000 meter diepte. Het meer van Hossegor is met een kanaal verbonden met de haven van Capbreton in het zuiden.

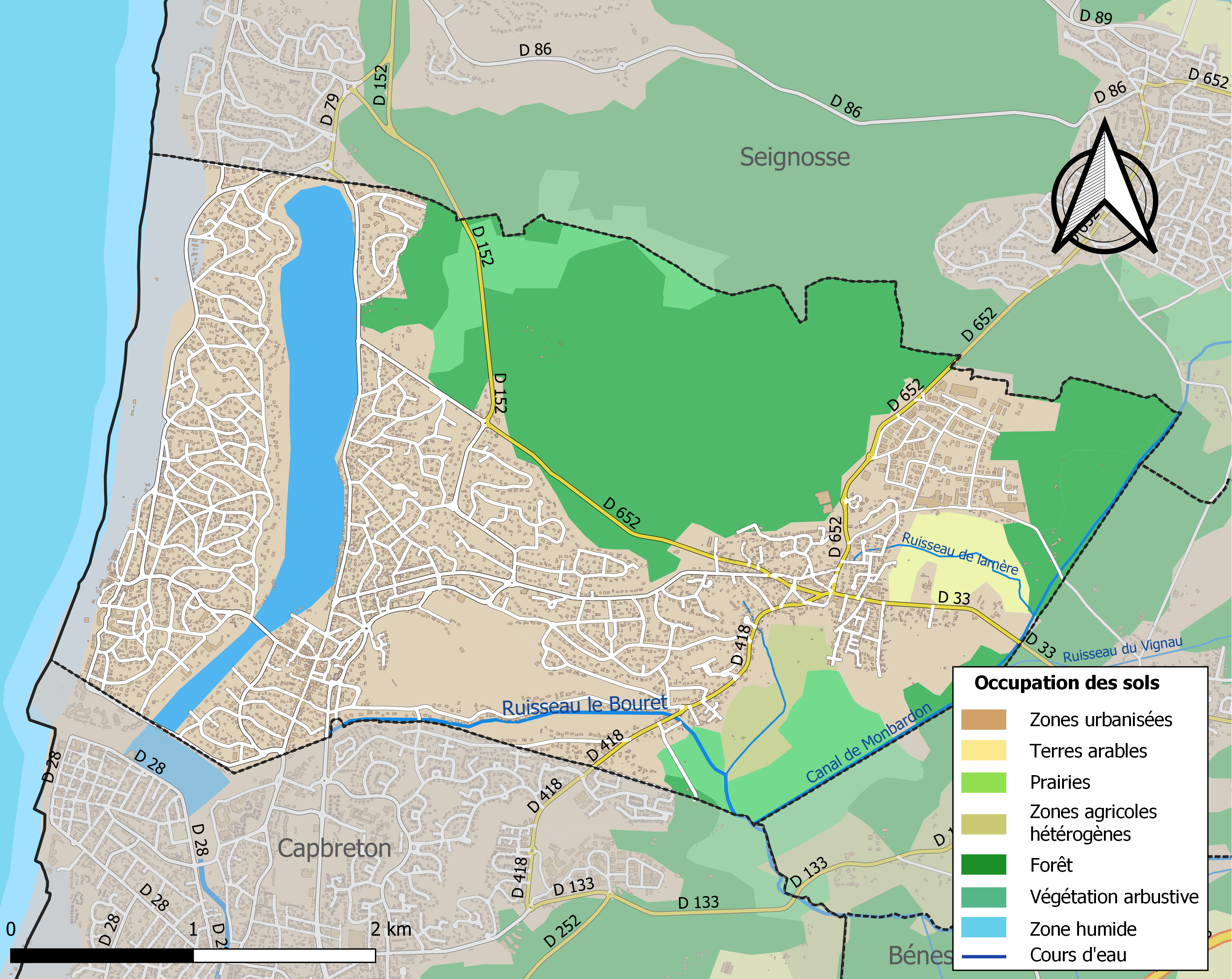
Kaart van de gemeente met de belangrijkste infrastructuur, bodemgebruik en omliggende gemeenten

## Demografie
Onderstaande figuur toont het verloop van het inwonertal (bron: INSEE-tellingen).